# Ascidia samea
Ascidia samea är en sjöpungsart som beskrevs av Asajiro Oka 1935. Ascidia samea ingår i släktet Ascidia och familjen Ascidiidae. Inga underarter finns listade i Catalogue of Life.